# Kasia Glowicka
Kasia Glowicka (született Katarzyna Glowicka) (1977. október 12. –) több díjat nyert lengyel zeneszerző, a számítógépes zene tanára a Brüsszeli Királyi Zeneakadémián. Művei a kísérleti zene, a zenei minimalizmus, az avantgárd zene, a tradicionális muzsika és a kortárs klasszikus zene stílusain ívelnek át. Egyaránt komponál zenekarra, kis együttesre, szóló hangszerekre és gyakran alkalmazza a számítógépet is a művek megszólaltatásában. Írt már operát, színpadi zenét, balettet és filmzenét 2004-ben házasságot kötött Henry Vega zeneszerzővel, és Hollandiában telepedtek le. Ők az alapító vezetői az Artek Foundation alapítványnak és az ARTEKsounds kiadói márkának. Glowicka műveit a holland Donemus intézet adja ki.

## Élete, tanulmányai

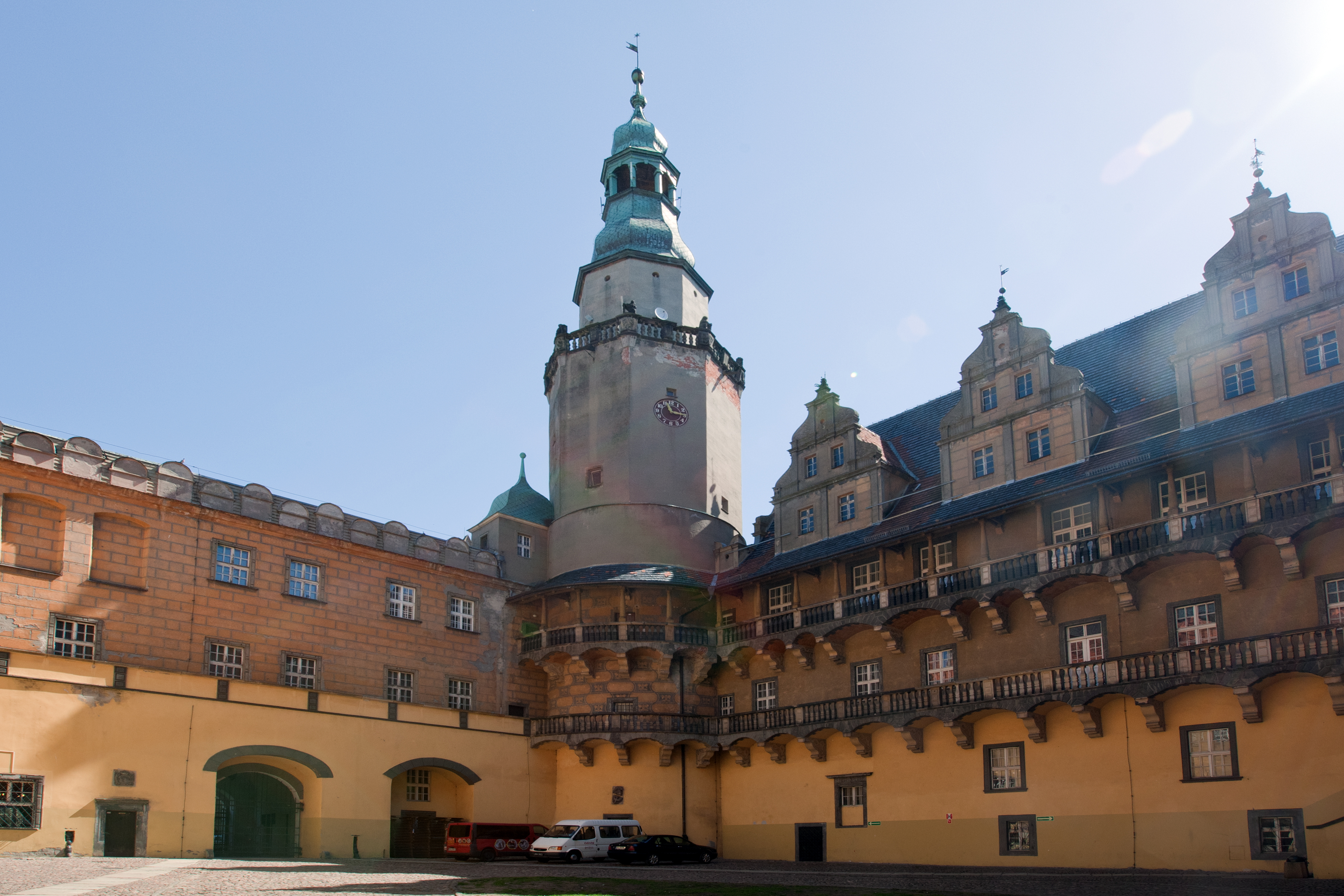
A Piast palota udvara Oleśnicában, Glowicka szülővárosában

Glowicka Oleśnica városában született, az Alsó-sziléziai vajdaságban. A Karol Lipiński Zeneakadémián diplomázott 2001-ben, ahol zeneszerzésre Grażyna Pstrokońska-Nawratil tanította. 2000-ben az olasz Ivan Fedele zeneszerzőnél volt szakmai gyakorlaton a strasbourgi Konzervatóriumban. Később a holland Louis Anderssen komponistánál is tanult a Hágai Királyi Zeneakadémián, ahol szintén diplomát szerzett. A számítógépes zene tárgyában szerezte meg PhD fokozatát, a Queen's University Belfast Sonic Arts Research Centre (Hangzó Művészetek Kutató Központja) nevű intézetében, 2008-ban.

## Díjak és megrendelések
Már 1999-ben díjat nyert Gindry című, basszusra és vonós zenekarra írt művével az Adam Didur Összlengyel Zeneszerzői Versenyen. 2001-ben, még csak 23 évesen a legjobbak közé került Jerzy Lukosz librettistával a londoni székhelyű Genesis Foundation díjáért folyó versengésben The King's Gravedigger (A király sírásója) című operájával, egy felvonását pedig elő is adták az Almeida Theatre-ben. Felfigyeltek rá a Holland Symfonia versenyen, díjakat nyert az Európai Bizottságtól, a Modern Art Crash nemzetközi biennáléján, és az International Society for Contemporary Music (A Kortárs Zene Nemzetközi Társasága) lengyel tagozatától Summer's day című, 1999-es kompozíciójáért. 2004-ben kitüntetést kapott a Musica Sacra Polish Composers Competition (Lengyel Egyházi Zene Komponisták Versenye)  megmérettetésen. Opalescence című darabja első díjas lett a Bourges-ban megrendezett elektronikus zenei versenyen és döntős lett a Society for the Promotion of New Music 2006-os versenyében.
Glowicka számos megrendeléséből néhány a londoni Society of Promotion of New Musictól érkezett: a Scottish Ensemble számára írta meg Perpetuity című szerzeményét, amelyet az együttes az aberdeeni Sounds New fesztiválon adott elő, majd a darabot műsorra tűzték 2009-ben a belgrádi 18th International Review of Composers (18. Nemzetközi Zeneszerzői Seregszemlén) is. A Lengyel Kulturális Minisztérium megrendelésére készült el a Springs and Summers (Tavaszok és nyarak) című kompozíció CD-felvétele. 2012-ben tizenkét másik zeneszerzővel együtt arra kapott megrendelést, hogy írjon egy darabot a New Yorkban megrendezésre kerülő On Silence program számára, melyen John Cage születésének 100. évfordulójáról emlékeztek meg: megmutatni, mit jelent Cage az ő alkotó életükben:

## Elektronikus zenei teljesítménye

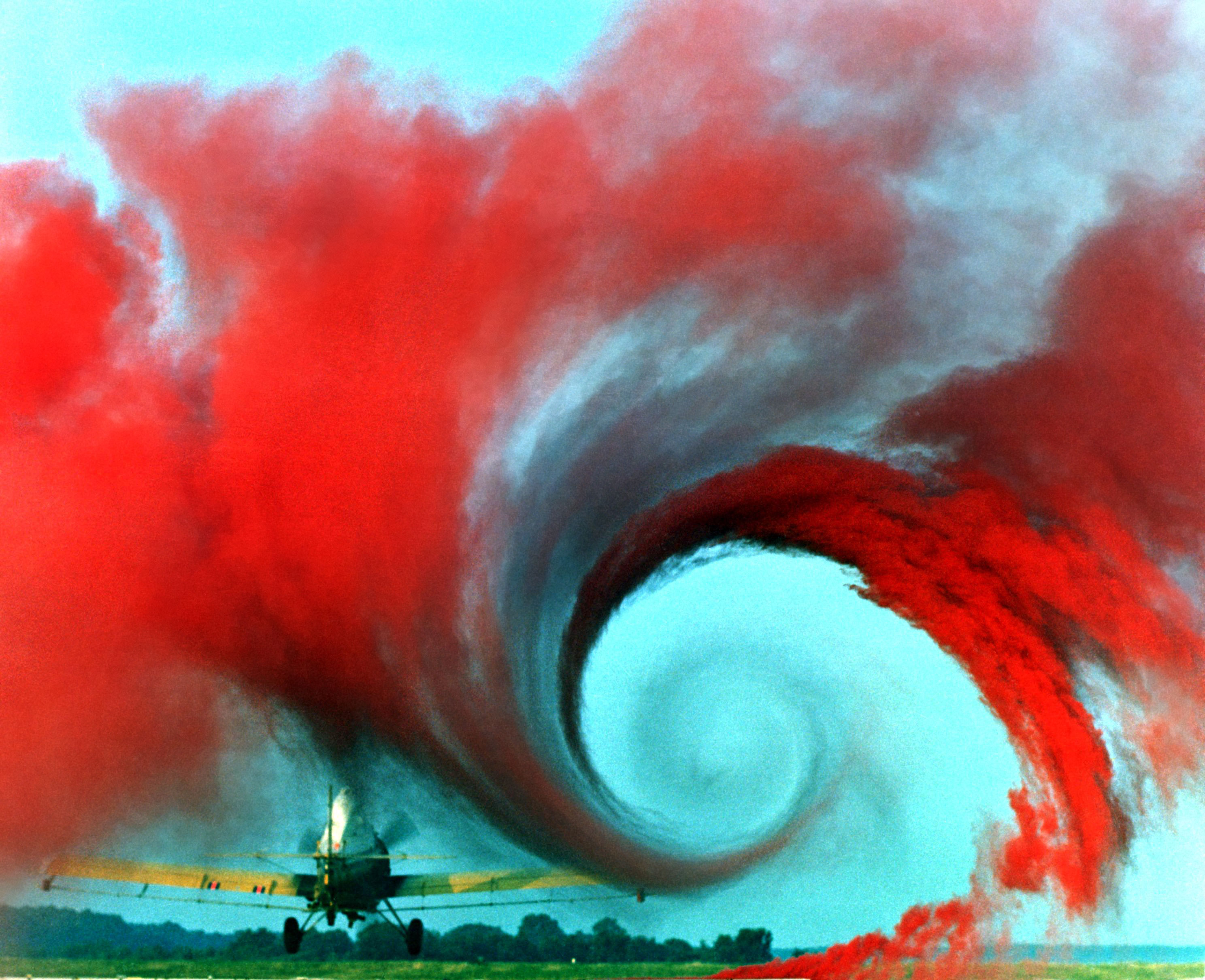
Turbulencia egy repülőgép szárnyának közelében

Glowicka 2011-ben művészi rezidenciát kapott a STEIM (Studio for Electro Instrumental Music – Elektronikus Hangszeres Zenei Stúdió) intézetben. Itt hagyományos és elektronikus hangszereket, illetve élő videó anyagokat szerves egységbe komponáló művek alkotásával és előadásával foglalkozott. 2009-ben mutatta be Quasi Rublev (Kvázi Rubljov) című darabját, amelyet Andrej Tarkovszkij 1966-os filmje, az Andrej Rubljov inspirált. A műben Goska Isphording csembalózott, az élő vizuális „szólamot” pedig Roos Theuws játszotta. Szintén ez évben mutatta be Glowicka, Emmanuel Flores videó művésszel közösen, a Turbulence című, kizárólag számítógépre és vizuális eszközökre írt darabot, amely az osztrák filmrendező, Gustav Deutsch hatását tükrözi. 2010-ben Glowicka ismét Floresszel együttműködve alkotta meg a 15 perces RETINa című performanszot, amelyet a sokoldalú tudós, Étienne-Jules Marey úttörő filmkészítési próbálkozásai, és az egyik első dokumentumfilm készítő, Dziga Vertov művei inspiráltak.

## Stílusa
Glowicka egyéni zeneszerzői stílusát úgy írják le, hogy „különleges kifejezőerő és színvilág” jellemzi, azáltal, hogy „a számítógépet hangszerként és kompozíciós eszközként is használja”. Egy 2006-os interjúban Glowicka elmondta, hogy mi gyakorolta a zenéjére a legerőteljesebb külső hatást: 

„A technológia, mivel elektronika nélkül nem tudok már komponálni, ugyanis megbabonázott; másrészt a tudomány azzal, hogy úgy szerkesztem meg a darabjaimat, hogy azok tükrözzék vagy kiterjesszék a természetes fizikai jelenségeket.”

Ezt később hangsúlyozta is a Turbulence című darabhoz fűzött megjegyzésében: „A Turbulence projektet fizikai jelenségek inspirálták – az erő, a kiszámíthatatlanság és a komplexitás.”

## Válogatott művei
- Gindry (1998), basszusra és vonós zenekarra
- Springs and Summers (1999), vonósnégyesre és kontratenorra, Shakespeare szonettjei alapján[8]
- Microgalaxies (2003), kamaradarab énekegyüttesre, a Wien Modern fesztivál megrendelésére[22]
- Exophony (2006), elektronikára és szimfonikus zenekarra
- Opalescence (2006), három énekhangra és elektronikára
- The King's Gravedigger (2006), kamara opera Jerzy Lukosz librettójára
- Perpetuity (2008), vonós zenekarra és elektronikára, a BBC Scottish Ensemble számára[23]
- Quasi Rublev (2009), csembalóra, élő videóra és elektronikára, a STEIM-ben előadva
- Turbulence (2009), élő videóra és elektronikára, a STEIM-ben előadva
- RETINAn (2011), zongorára, élő videóra és elektronikára, a STEIM-ben, a SPOR Fesztiválon[24] és a Gaudeamus Fesztiválon előadva
- "1, 43, 33, 43, 33, 43, 33, 43, 1" (2012), zongorára, tárgyakra és elektronikára, az On Silence: Hommage to Cage program számára[25]
- Music in three parts (2012), együttműködve DJ Philipe Petite-tel és az ECO zenekarral[26]
- "Presence" (2007) V/A Solitude of Sound – in memoriam Tomasz Sikorski (2013), Bolt Records[27]

## Fordítás
Ez a szócikk részben vagy egészben  a   Kasia Glowicka című angol Wikipédia-szócikk ezen változatának fordításán alapul.  Az eredeti cikk szerkesztőit annak laptörténete sorolja fel. Ez a jelzés csupán a megfogalmazás eredetét és a szerzői jogokat jelzi, nem szolgál a cikkben szereplő információk forrásmegjelöléseként.